# Grimspound (Big Big Train)
Grimspound is het tiende studioalbum van de Engelse progressieve-rockband Big Big Train. Het album is in diverse geluidsstudio’s in Engeland opgenomen, waaronder de Real World Studios en Sweetwater Studios. 
Het album wist een plekje in de Britse hitlijsten te veroveren, al was het maar voor een week op #45 in de week van 11 mei 2017.

## Productie
Het album verscheen kort nadat ze Folklore had uitgegeven alsmede een livealbum getiteld A stone's throw from the line. Bij het voltooien van Folklore bleek de band nog voldoende onaf materiaal te hebben om in eerste instantie uit te werken tot de ep Skylon. Tijdens de opnames kwam de band erachter dat ze zoveel materiaal hadden dat er een volwaardig album uitgebracht kon worden. In juli 2016 werd de komst van het album aangekondigd door David Longdon.

## Nummers
Brave Captain handelt over vlieger Albert Ball en is verdeeld in vier secties: Captain Albert Ball cradled in the arms of Mademoiselle Lieppe-Coulon, may 7th 1917; Memorial to Captain Albert Ball, Nottingham Castle grounds 1973; The great game en Annoeullin (The present day). Experimental gentlemen gaat over de reisgenoten van Thomas Cook op zijn HMS Endeavour, Charles Green en Joseph Banks; het kent drie secties in Reflectors of light, Merchants of light en The wonder of it all. Grimspound verwijst naar de nederzetting uit de bronstijd in Dartmoor. As the crow flies gaat over lossen laten van ouders als hun kinderen uitvliegen of zoals in de muziekwereld; het loslaten van een album op de markt. Het nummer is tevens geïnspireerd op de hoes van het album.

## Ontvangst
Dave Smith van  Background Magazine noemde Grimspound "one of the best albums I have heard in the lasty 17 years or this side of the millennium." Volgens hem heeft het album "moments of pure genius (...) to make you happy (...) to make you said [a]nd most importantly (...) to make you feel excited about music and this band that we love."
Op Dutch Progressive Rock Pages werd het album tweemaal beoordeeld. Bryan Morey gaf een score van 10 punten. Hij erkende de meer op folk georiënteerde rock maar merkte op dat "BBT tell a story with both words and sound. I know of no other band that does this as well as they do." Theo Verstrael was minder onder de indruk en gaf het album een 7. Zijn eerste indruk was dat het album "interesting hooks or folky twists or catchy choruses" miste. Verstrael vond de uitgave te snel volgen op Folklore en dat de nummers onvoldoende uitgekristalliseerd waren.
Douwe Fledderus van Progvisions was eveneens verbaasd over de vlugge opvolging van Folklore. Hij was wel positiever en merkte op dat Grimspound "[a]n album full of great instrumental sections alongside beautiful vocal passages" is en dat het over het algemeen naar "the mellow and pastoral side of progressive rock" neigt.

## Musici
- Nick D'Virgilio – slagwerk, percussie, zang
- Rachel Hall – viool, altviool, cello, zang, arrangementen strijkers
- Danny Manners – toetsinstrumenten, contrabas
- Rikard Sjöblom – gitaar, toetsen (The ivy gate), zang
- Greg Spawton – basgitaar, baspedalen
- David Longdon – zang, dwarsfluit, piano, gitaar, mandoline, banjo, luit, melodica, celesta, synthesizer, percussie
- Dave Gregory – gitaar
- Andy Poole – akoestische gitaar, toetsen, achtergrondzang

Met
- Judy Dyble – zang (The ivy gate) (ze zong ooit in Fairport Convention)
- Philip Trzebiatowski – cello (On the racing line)

## Muziek
| Nr. | Titel                  | Tekst         | Muziek                      | Duur  |
| --- | ---------------------- | ------------- | --------------------------- | ----- |
| 1.  | Brave captain          | David Longdon | David Longdon               | 12:37 |
| 2.  | On the racing line     |               | Danny Manners, Greg Spawton | 5:12  |
| 3.  | Experimental gentlemen | Spawton       | Spawton                     | 10:01 |
| 4.  | Meadowland             | Spawton       | Longdon, Rikard Sjöblom     | 3:36  |
| 5.  | Grimspound             | Longdon       | Spawton                     | 6:56  |
| 6.  | The ivy gate           | Longdon       | Longdon                     | 7:27  |
| 7.  | A mead hall in winter  | Spawton       | Longdon, Sjöblom            | 15:20 |
| 8.  | As the cow flies       | Spawton       | Spawton                     | 6:44  |